# 여인혁
여인혁(영어: Inhyeok Yeo, 일본어: よういんひょく)은 일본에서 활동하고 있는 대한민국의 아카펠라 음악가이다.

## 개요
2013년 1월, 모든 파트를 자신의 목소리 만으로 연주하는 1인 다역 아카펠라 동영상을 YouTube에 공개. 마이클 잭슨의 "Thriller"를 비롯하여, 스티비 원더의 "I Wish", 에릭 클랩턴의 "Change the World"등등을 커버 한 동영상이 전세계에서 화제가 되었다. 총 재생 횟수는 300만 이상.
2014년 8월에 CD앨범 "One Man Acapella"를 발표, 2015년 3월에는 멜론, 네이버 뮤직 등에서도 음원 서비스를 시작하였으며, 2016년 4월에는 일본 케이블 방송 회사 쥬피터 텔레콤의 브랜드 뮤비에 발탁되어 출연 및 가창을 담당하였다.
꿈은 그래미상 수상이다.

## 생애
- 부모의 일 관계로 초등학교 4학년 때에 일본으로 이주. 3년간 아이치현 가스가이시에서 지낸 후 중학교 때는 다시 한국으로 귀국.[5]
- 교토 대학 경제학부 졸업. 교토 대학에서는 아카펠라 서클, "Crazy Clef"에 참여.[5]
- 마에야마다 켄이치는 서클 선배이다.

## 음반 목록

### 앨범
- One Man Acapella (2014)

### 참여 앨범
- Kei Owada 《A Part Of Me》 - <Gentle kiss> (2014)
- Polyphonix 《O [Obelisk]》 - <All I Care> (2015)
- NHK 교육 텔레비전 무지카 피콜리노 《무지카 피콜리노 피콜리노호의 모험 I》 - <G선상의 아리아> (2016)

### 기타 참여 작품
- 파워레인저 다이노포스 브레이브 오프닝 주제가(코러스 참여)

## 출연 작품

### 텔레비전 프로그램
- 2013년3월 오사카 혼와카 TV(요미우리 TV 방송)[6]
- 2013년12월 굿!모닝(TV 아사히)[7]
- 2014년5월 NexT(닛폰 TV 방송망)[8]
- 2016년4월 기적 체험! 언빌리버블(후지 TV)[9]
- 2016년5월 정보 라이브 미야네야(요미우리 TV 방송)[10]
- 2016년5월 메자마시 TV(후지 TV)[11]

### CF
- 2016년4월 쥬피터 텔레콤[3]

### 라디오쇼 (라디오 프로그램)
- 2013년3월 THE NAKAJIMA HIROTO SHOW 802 RADIO MASTERS(FM802)[12]
- 2014년8월 요시오카 마사하루의 Soul Searchin' Radio(FM인터웨이브)[13]
- 2014년9월 PACIFIC OASIS(간사이 인터미디어)[14]

## 개재
- 2013년3월 AERA[15]
- 2013년11월 재팬 타임스 특집[16]